# Приобське – Південно-Балицький ГПЗ
Приобське – Південно-Балицький ГПЗ – газопровід у Тюменській області Росії. 
В середині 2000-х узялись за створення на супергігантському Приобському нафтовому родовищі системи утилізації супутнього газу, яка б дозволила припинити його спалювання на факелах. Для цього в 2007-му на лівобережній (розташованій південніше від річки Об) частині родовища ввели в дію компресорну станцію КС-1, що здатна приймати 1,84 млрд м3 на рік. Після вилучення певних обсягів газового конденсату (домішується до нафти) супутній газ спрямовується у трубопровід довжиною 167 км, який доправляє ресурс на Південно-Балицький газопереробний завод. Робочий тиск цього газопроводу – 6,3 МПа. 
В 2011-му на правобережній (північній) частині родовища ввели в дію компресорну станцію КС-2, яка може приймати 1,5 млрд м3 на рік. Вона так само вилучає певну частину газового конденсату, після чого ресурс спрямовується по перемичці до Приобської ТЕС та КС-1. 
В 2013-му до КС-1 також вивели газопровід довжиною 62 км від введеної в дію на Південно-Приобському нафтовому родовищі компресорної станції, яка може подавати до 0,6 млрд м3 на рік. При цьому варто відзначити, що вже у 2015-му на основі цієї компресорної станції запустили Південно-Приобський газопереробний завод.